# Stefan Bidziński (zm. 1703)
Stefan Bidziński herbu Janina (zm. w 1703 roku) – łowczy wielki koronny w 1697 roku, stolnik sandomierski w latach 1662–1665, starosta chęciński w latach 1665–1703.
Syn Marka. Poseł sejmiku opatowskiego na sejm nadzwyczajny 1662 roku i sejm nadzwyczajny 1668 roku.